# Іспанський референдум щодо Конституції Європейського Союзу (2005)
Іспанський референдум щодо Конституції Європейського Союзу (2005) — проводився 20 лютого 2005 року з метою з'ясувати, чи повинна Іспанія ратифікувати запропоновану Конституцію ЄС. За результатом референдуму, переважна більшість виборців 77 % при явці в 42 %, підтримала ратифікацію Конституції.
Питання, винесене на референдум, було таким:
ісп. ¿Aprueba usted el Tratado por el que se establece una Constitución para Europa?
Чи схвалюєте Ви договір, що встановлює Конституцію Європи?
Референдум мав лише рекомендаційний характер і не зобов'язував нижню палату парламенту Іспанії Конгрес депутатів приймати Римський договір 2004 року, який встановлював Конституцію Європи. Однак, вже 28 квітня 2005 Конгрес депутатів ратифікував Договір (319 голосів «за», 19 голосів «проти»). 18 травня 2005 року Договір був ратифікований верхньою палатою парламенту (225 голосів «за», 6 — «проти» і 1 — не брав участі).

## Результати

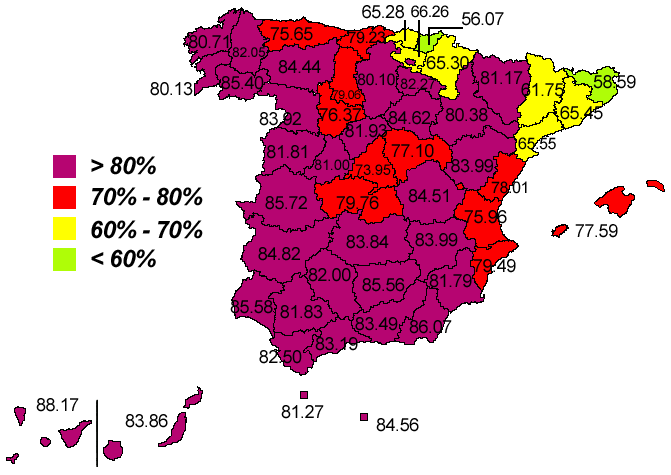
Результати референдуму по провінціях.

| Участь у референдумі: |            |         |
| Всього бюлетенів      | 14 204 663 | 42,32 % |
| Не голосувало         | 19 359 017 | 57,68 % |
| Всього виборців       | 33 563 680 | 100 %   |
| Бюлетені:             |            |         |
| Дійсних               | 14 081 966 | 99,14 % |
| Недійсних             | 122 697    | 0,86 %  |
| Всього голосів        | 14 204 663 | 100 %   |
| Так чи Ні:            |            |         |
| Так (в підтримку)     | 10 804 464 | 76,73 % |
| Ні (проти)            | 2 428 409  | 17,24 % |
| Незаповнених          | 849 093    | 6,03 %  |
| Всього                | 14 081 966 | 100 %   |